# Залом (Валецький повіт)
Залом (пол. Załom) — село в Польщі, у гміні Члопа Валецького повіту Західнопоморського воєводства.
Населення — 64 особи (2011).
У 1975-1998 роках село належало до Пільського воєводства.

## Демографія
Демографічна структура станом на 31 березня 2011 року:
|          | Загалом | Допрацездатний вік | Працездатний вік | Постпрацездатний вік |
| -------- | ------- | ------------------ | ---------------- | -------------------- |
| Чоловіки | 30      | 6                  | 22               | 2                    |
| Жінки    | 34      | 8                  | 21               | 5                    |
| Разом    | 64      | 14                 | 43               | 7                    |